# Estigmene nigricans
Estigmene nigricans är en fjärilsart som beskrevs av Moore 1872. Estigmene nigricans ingår i släktet Estigmene och familjen björnspinnare. Inga underarter finns listade i Catalogue of Life.